# Byblis affinis
Byblis affinis är en kräftdjursart som beskrevs av Sars 1895. Byblis affinis ingår i släktet Byblis och familjen Ampeliscidae. Inga underarter finns listade i Catalogue of Life.